# 王荁
王荁（1558年—1589年），字季孺，號少廣，浙江寧波府慈谿縣人，民籍，明朝政治人物。

## 生平
萬曆七年（1579年）己卯科浙江鄉試第四十四名，萬曆十一年（1583年）癸未科會試第四名，登二甲第五名進士。改翰林院庶吉士，十三年授本院编修，十五年养病，十七年卒。

## 家族
曾祖王珫，曾任州判官；祖父王嵱，曾任知縣；父王交，曾任南京太僕寺寺丞。前母費氏；母薛氏。慈侍下。